# Astomaspis coelebs
Astomaspis coelebs là một loài tò vò trong họ Ichneumonidae.